# Flotilha da Liberdade de Gaza de junho de 2025
A Flotilha da Liberdade de Gaza de junho de 2025 foi uma campanha marítima organizada pela Coalizão Flotilha da Liberdade na tentiva de quebrar o bloqueio naval israelense da Faixa de Gaza para a entrega de ajuda humanitária. A flotilha, liderada pelo navio Madleen, de bandeira britânica, partiu de Catânia, Sicília, no dia 1 de junho de 2025, e foi interceptada em águas internacionais pela Força de Defesa de Israel em 8 de junho, sendo impedida de chegar à Faixa de Gaza. Segundo os passageiros da flotilha, a carga continha fórmula infantil, farinha, arroz, fraldas, kits médicos e próteses infantis. A bordo estavam a ativista sueca Greta Thunberg, a eurodeputada francesa Rima Hassan, o ator irlandês Liam Cunningham e o brasileiro Thiago Ávila.
A flotilha ocorreu dois meses após uma tentativa anterior, também frustrada, quando em 2 de maio, o navio Conscience foi atingido por projéteis em águas internacionais perto de Malta.

## Contexto
Outras tentativas de envio de ajuda humanitária para Gaza através de pequenas flotilhas de navios foram observadas já em 2010, com a Flotilha da Liberdade de Gaza com a intenção de quebrar o bloqueio israelita à Faixa de Gaza que tinha sido decretado em 2005. Flotilhas com missões semelhantes também ocorreram em 2010, 2015 e 2018, com autoridades israelitas interceptando todas as tentativas, com os participantes detidos, deportados ou mantidos em prisões israelitas.
Posterior aos ataques de 7 de outubro do Hamas contra Israel, Israel anunciou uma intensificação do bloqueio na Faixa de Gaza, rotulando-o como um bloqueio total, negando inclusive a entrada de alimentos, água, medicamentos, combustível e eletricidade. Devido aos postos de controle israelitas em Gaza, anteriores aos ataques de 7 de outubro, o governo israelita e as IDF controlaram a entrada de ajuda humanitária em Gaza, com a entrega de ajuda sendo interrompida várias vezes ao longo dos anos, quer através de bloqueios do governo israelita, quer através de ações civis israelitas. Além disso, desde 2 de março de 2025, ainda menos ajuda humanitária foi autorizada a entrar em Gaza, levantando preocupações sobre a fome em Gaza  pela Classificação Integrada de Fases de Segurança Alimentar (IPC).

### Tentativas anteriores a 2025
A Coligação da Flotilha da Liberdade atribuiu a responsabilidade pelo ataque dos drones a Israel. No dia 01 de maio, uma aeronave C-130 Hercules da Força Aérea Israelense foi rastreada partindo de Israel e voando em direção a Malta, de acordo com dados de rastreamento de voo da ADS-B Exchange . A aeronave não pousou no Aeroporto Internacional de Malta, mas manteve-se numa altitude baixa - abaixo dos 5 000 pés (1 500 m) - enquanto voava perto do leste de Malta por um longo período. É debatido se a aeronave violou o espaço aéreo maltês. A presença da aeronave ocorreu horas antes do incidente. O C-130 posteriormente retornou a Israel aproximadamente sete horas após sua partida.

## Viagem
O navio Madleen (anteriormente Barcarole; o barco foi renomeado como uma homenagem à primeira pescadora de Gaza, Madleen Culab) partiu de Catânia, Sicília, em 1 de junho de 2025 transportando fórmula infantil, 100 kg de farinha, 250 kg de arroz, fraldas, absorventes, kits de dessalinização de água, suprimentos médicos, muletas e próteses infantis. Esperava-se que chegasse à Faixa de Gaza em 7 de junho. Como navegavam sob uma bandeira vermelha do Reino Unido, a Flotilha da Liberdade de Gaza disse que o governo do Reino Unido "tem o dever legal de defender 'Madleen' e os civis a bordo, e de impedir interferências ilegais - incluindo qualquer ameaça ou uso de força - por potências estrangeiras como Israel".
Lista de passageiros à bordo e suas respectivas nacionalidades:
- Greta Thunberg - Ativista ambiental
- Thiago Ávila - Ativista
- Rima Hassan - Eurodeputada
- Liam Cunningham - Ator
- Yasemin Acar - Ativista
- Baptiste André - Médico e Ativista
- Omar Faiad - Jornalista do Al Jazeera
- Pascal Maurieras
- Yanis Mhamdi - Jornalista
- Suayb Ordu
- Sergio Toribio
- Mak van Rennes
- Reva Viard

Em 3 de Junho, um drone foi visto perto do navio, o que motivou um apelo à protecção internacional. Foi relatado que um drone Heron da Guarda Costeira Helênica monitorou o navio.
Na tarde de 4 de junho, a flotilha foi relatada como estando perto de Creta. Em 5 de junho, o navio alterou o curso para ajudar um pequeno barco de migrantes sudaneses. Quatro migrantes foram recuperados do mar e levados a bordo do Madleen e posteriormente transferidos para a Frontex. Em 7 de junho, o navio chegou ao Egito.

### Interceptação ilegal e abordagem israelense
Em 8 de junho, passageiros relataram que barcos estavam circulando o Madleen e o alarme do navio foi acionado. Eles se prepararam para uma interceptação, mas os barcos acabaram se dispersando e os passageiros mais tarde descreveram o incidente como um "improvável alarme falso". A Freedom Flotilla Coalition (FFC) também relatou que dois drones quadricópteros israelenses cercaram o navio e pulverizaram uma substância branca semelhante a tinta que os passageiros descreveram como irritante. Pouco depois, a FFC relatou ter perdido o contato com os passageiros e os militares israelitas embarcaram no navio. O navio foi apreendido por Israel em águas internacionais a cerca de 185 quilómetros de Gaza, e sob custódia israelita foi levado para Ashdod.
Em 9 de junho, o navio foi interceptado pelas forças da Marinha israelense de Shayetet 13 e da unidade de segurança de fronteira do porto de Snapir por volta das 03h00 e recebeu ordem de retornar antes de ser abordado, de acordo com autoridades israelenses. Durante o embarque, os passageiros do navio atiraram ao mar celulares e um computador portátil.
A FFC anunciou que os militares israelitas apreenderam o navio Madleen e descreveram o incidente como um "ataque" e "embarque ilegal".
O Ministério dos Negócios Estrangeiros de Israel confirmou mais tarde que a operação foi realizada sob autoridade israelita. O Ministério dos Negócios Estrangeiros afirmou que os fornecimentos de ajuda do navio seriam transferidos para Gaza através de canais humanitários legítimos.  O ministro da defesa de Israel, Israel Katz, que chamou Thunberg de anti-semita, ordenou que os membros da flotilha assistissem a vídeos dos ataques de 7 de outubro.

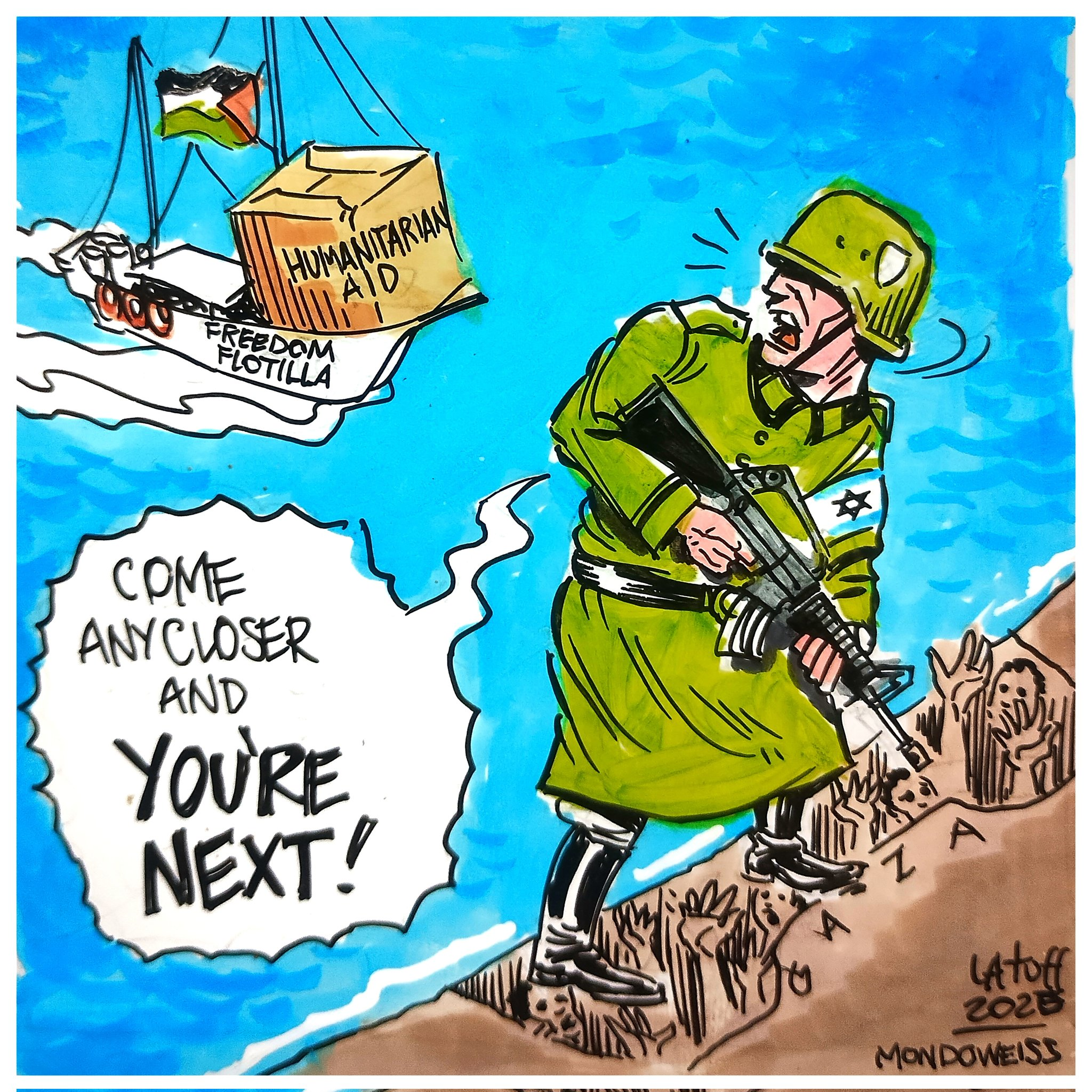
Caricatura política de Carlos Latuff sobre a reação israelense à Flotilha da Liberdade: "Cheguem mais perto e vocês serão os próximos"

## Reações

#### Reação internacional
Em 2 de Junho, peritos da ONU apelaram à passagem segura do Madleen. O vice-primeiro-ministro e ministro das Relações Exteriores da Irlanda, Simon Harris, referiu-se ao navio Madleen como "um esforço incrível para levar alimentos e medicamentos às pessoas famintas de Gaza"; O membro do Parlamento britânico Jeremy Corbyn também expressou seu apoio à viagem.
O senador americano Lindsey Graham escreveu no Twitter : 
"Espero que Greta e seus amigos saibam nadar!" Isso foi percebido como uma ameaça de ação militar contra a flotilha. Em resposta, o jornalista Mehdi Hasan escreveu:
 Um senador dos Estados Unidos em exercício ameaçou um comboio cheio de ativistas não violentos — incluindo Greta Thunberg — com um atentado a bomba. É difícil descrever o quão sociopatas, desequilibrados e criminosos alguns dos defensores de Israel se tornaram."

#### Reações em Israel
Em 4 de Junho, as Forças de Defesa de Israel (IDF) disseram ao The Jerusalem Post que a flotilha não teria permissão para atracar em Gaza. Em 9 de junho, o Ministro da Defesa Israel Katz reiterou isto:
"Instruí as Forças de Defesa de Israel (IDF) a agirem para impedir que a flotilha de ódio "Madeleine" chegue à costa de Gaza — e a tomarem todas as medidas necessárias para esse fim. À antissemita Greta e seus companheiros porta-vozes da propaganda do Hamas, digo claramente: vocês devem recuar — porque não chegarão a Gaza."

### Interceptação em águas internacionais

#### Reação internacional
O Conselho de Relações Americano-Islâmicas considerou a intercepção do Madleen pelos militares israelitas um “ato flagrante de pirataria internacional e terrorismo de Estado”.
O Hamas classificou a intercepção como “uma violação flagrante do direito internacional e um ataque a voluntários civis que atuam por motivos humanitários”.
No Brasil, o Ministério das Relações Exteriores (MRE) publicou um comunicado pedindo com urgência ao governo israelense pela libertação dos tripulantes detidos. Também reafirmou a necessidade de que Israel remova todas as restrições de entrada de ajuda humanitária na Palestina.

#### Reações em Israel
O Ministério dos Negócios Estrangeiros israelita deu à flotilha o apelido de “iate de selfies de celebridades” e caracterizou a missão como uma “acrobacia”.
O ex-comandante da Marinha israelense Eli Marom descreveu a forma como Israel lidou com a flotilha da Liberdade de Gaza como um fracasso diplomático, afirmando que o problema deveria ter sido resolvido por meio da diplomacia e não de ação militar, como ele disse ter sido feito em casos anteriores. Marom disse que o bloqueio de Gaza, imposto em 2005 e "reconhecido por todo o mundo", é essencial para a segurança de Israel. Ele disse que permitir a passagem do navio minaria o bloqueio e poderia abrir a porta para que navios iranianos chegassem a Gaza dentro de alguns meses.